# 2つのヴァイオリンと管弦楽のための二重協奏曲 (ホルスト)
2つのヴァイオリンと管弦楽のための二重協奏曲 H.175 作品49 は、グスターヴ・ホルストが1929年に作曲したヴァイオリン協奏曲。1930年に曲の献呈を受けたアディラ・ファキーリとイェリー・ダラーニによって初演された。曲は中断なく演奏される3つの楽章で構成される。現在は多くの評論家から称賛される本作であるが、かつて演奏会で頻繁に取り上げられたことはない。フーガ風の対位法、民謡風の旋律、そして不協和音のない複調が特徴となっている。

## 概要
1927年9月21日、ホルストはクイーンズ・ホールにおいてアディラ・ファキーリとイェリー・ダラーニの姉妹がバッハの2つのヴァイオリンのための協奏曲を演奏するのを鑑賞した。独奏楽器のための協奏曲の作曲に心惹かれることのなかった彼であったが、これにより2つのヴァイオリンのための協奏曲を考えるようになった。他の仕事があったために2年待たねばならなかったが、1929年8月に作曲に着手すると9月には最初のスケッチを完成させている。10月にはファキーリとダラーニに草稿を渡して意見を求めている。1930年のはじめにはスタジオで彼女らとともに曲の稽古を行った。
初演は1930年4月3日に、曲の献呈を受けたファキーリとダラーニ、オスカー・フリートが指揮するロイヤル・フィルハーモニー管弦楽団によってクイーンズ・ホールの演奏会で行われた。独奏は楽曲の要求に十分に応えることができたが、フリートの指揮ぶりに対する評価は高くなかった。メディアからは彼が「長きにわたりロンドンの交響楽団の演奏会では最も聴くに堪えない指揮者」であると評されていた。この間に、ホルストはロイヤル・フィルハーモニック協会から滅多に贈られることのない金メダルを授与されている。
1974年には、『惑星』、『イエス賛歌』と本作がロイヤル・フィルハーモニック協会のホルスト生誕100周年コンサートで演奏された。

## 楽器編成
ヴァイオリン独奏2、フルート2、オーボエ2、クラリネット2（B♭）、ファゴット2、ホルン2（F）、トランペット2（C）、ティンパニ、弦五部。

## 楽曲構成
連続して演奏される3つの楽章で構成される。
第1楽章「スケルツォ」はチェロとコントラバスが奏するオスティナートのリズムで開始し、そこへクラリネット、ファゴット、ヴィオラが第1主題を奏していく。続いて第1ソリスト、第2ソリスト、ヴィオラとチェロが次々に入ってフーガが開始される。これらの対位法が2人のソリストによる複調のパッセージへと変化していき、第1主題の再現を導く。楽章の終わりには第2ソロが先に第1ソリストの奏していた主題要素を回想し、第1ソリストが復調のパッセージから第2ソリストの主題を再現する。
第2楽章は大部分が復調の哀歌となっており、無伴奏で独奏者らがショスタコーヴィチを思わせる5/4拍子の憂鬱な主題を奏でていく。弦楽器に弱音器を付けた管弦楽が慰撫するかのように次第に入ってくるが、陰鬱な雰囲気は最後まで継続する。この楽章には以前に書かれたフルート、オーボエとヴィオラのための三重奏曲から取られた長大なパッセージが用いられている。
第3楽章は「グノーの主題による変奏曲」と題されている。第1ソリストがでこぼこした主題を導入すると第2ソリストへと受け継がれ、それがピッツィカートへと変化すると第1ソリストは伴奏へまわる。最終的には第2ソリストがピッツィカートの第1ソリストを伴奏する形となる。こうした素早く変化していくパッセージにおいて、5/4拍子や7/4拍子の中にクロス・リズムや複調が用いられている。

## 評価
当初、本作に対する評論家の意見は真っ二つに分かれた。「高度に知的化されている」、また「完全に擦り切れている」とまで言われた本作であるが、『デイリー・テレグラフ』紙は「すっかり満足できる、はじめて聴いたときから形式と素材の間の近しい関係性は明瞭である」と書いており、第2楽章の旋律が「わずかばかり冷淡」ながらも「希少な美の瞬間」を有していると述べた。ホルストの友人たちは前向きであった。レイフ・ヴォーン・ウィリアムズは彼に次のように伝えている。「哀歌とグノーは素晴らしく - スケルツォについては完全な自信があるわけではないが - それすらも6/8拍子の曲にすっかり確信が持てるわけではないということに要約される。」R・O・モリスはこう記している。「2つの調性がひとつに聞こえるようにした、これ以外にどうすべきなのだろうか?愚か者は皆Xn個の調性がXn個に聞こえるようにするものだ。」
しかし、『惑星』に連なるような作品を書き続けることをホルストに期待していた聴衆は、巧妙で超然とした本作に困惑した。本作は長年にわたって低い演奏頻度に甘んじることになるが、おそらくソリストに技巧を披露する機会が与えられないこと、もしくは演奏時間が14分しかなくプログラムに取り入れづらいことが理由であろう。時代が下ると、ある評論家は本作が「完全に満足できる作品というわけではない。緩やかな場面が多すぎであり、両端楽章も頻繁に速度が変化することで勢いが殺されている」と書いている。一方で、「印象的である（中略）ホルスト後期の切り詰めの進んだ様式における好例」と評する者がおり、「リズミックで色彩豊かに管弦楽法を施された素晴らしい作品」との評、また「芸術を隠す芸術。『惑星』の作曲者がこのような機微の作曲家であるという事実は注目に値する」という声もある。ポール・シューメイカーは本作が「ホルストの全作品の中でもまさに私のお気に入りのひとつ。この作品があまり頻繁に演奏されないままであるとは驚きである」と述べている。

## 曲の版
- Holst, Gustav (1930). Double Concerto for Two Violins and Orchestra. Op. 49. London: J. Curwen
- Holst, Gustav (1973). Holst, Imogen. ed. Double Concerto for Two Violins and Orchestra. Op. 49 (Revised ed.). London: Curwen. ISBN 0852490305
- Holst, Gustav (1977). Collected Facsimile Edition of Autograph Manuscripts of the Published Works. Volume 2: Works for Small Orchestra. London: Faber Music. ISBN 9780571100088